# USS Pope (DE-134)
«Поуп» (англ. USS Pope (DE-134) — військовий корабель, ескортний міноносець класу «Едсалл» військово-морських сил США за часів Другої світової війни.
«Поуп» був закладений 14 липня 1942 року на верфі Consolidated Steel Corporation в Оранджі, у штаті Техас, де 12 січня 1943 року корабель був спущений на воду. 25 червня 1943 року він увійшов до складу ВМС США.
Ескортний міноносець «Поуп» брав участь у бойових діях на морі в Другій світовій війні, супроводжував транспортні конвої союзників в Атлантиці. За час війни у взаємодії з іншими протичовновими кораблями потопив німецький підводний човен U-515 та захопив човен U-505.
За бойові заслуги, проявлену мужність та стійкість екіпажу в боях «Поуп» удостоєний трьох бойових зірок, Президентської відзнаки частині, нашивки за участь у бойових діях, медалей «За Європейсько-Африкансько-Близькосхідну кампанію», «За Американську кампанію» і Перемоги у Другій світовій війні.

## Історія
9 квітня 1944 року північніше острову Мадейра американські ескортні міноносці «Чатлейн», «Флагерті», «Піллсбері» та «Поуп» атакували німецький підводний човен U-515, який вимушіли спливти та відразу човен був розстріляний ракетами «Евенджерів» і «Вайлдкетів» з ескортного авіаносця ВМС США «Гуадалканал» та артилерійським вогнем есмінців.
4 червня біля західного узбережжя Північної Африки тактичну групу американського флоту у складі ескортного авіаносця «Гуадалканал» та ескортних міноносців «Піллсбері», «Чатлейн», «Флагерті», «Дженкс», «Поуп» атакував німецький підводний човен U-505. Унаслідок зазнаних від ураження глибинними бомбами з ескортного міноносця «Чатлейн» пошкоджень та обстрілу двох бомбардувальників «Вайлдкет» з ескортного авіаносця «Гуадалканал». Після захоплення U-505 був доставлений на Бермуди, де використовувався для секретних випробувань та навчання до травня 1945 року.

## Цікаві факти
Відомими членами екіпажу «Поуп» були науковий письменник Мартін Гарднер і фармаколог Олександр Шульгін. Досвід після зараження на борту призвів до того, що Шульгін зацікавився взаємозв'язком між розумом і молекулярною матерією та вирішив працювати в психофармакології.